# 中裕新藥
中裕新藥股份有限公司（英語：TaiMed Biologics，縮寫：TMB，簡稱：中裕新藥），原名宇昌生技，台灣生物科技製藥公司，2007年由陳良博、何大一，楊育民、翁啟惠，與蔡英文創立，由中央研究院院士何大一擔任公司顧問，研發愛滋病用藥 TMB-355。蔡英文曾任此公司首任董事長，因此捲入宇昌案爭議，進而影響2012總統大選選情，唯特偵組於選後簽結無不法。
中裕與浩鼎都是潤泰總裁尹衍樑投資的公司。

## 歷史

### 成立緣由
1997年，Tanox 公司向 Biogen 公司取得愛滋病用藥 TNX-355（之後改名叫 TMB-355）的授權。2000年，通過第一期臨床試驗。在2000年至2004年間，Tanox 公司執行長唐南珊，曾多次回台灣尋找資金，但沒有得到政府支持。2004年，TNX-355 通過第二期臨床。
2005年10月，中華民國（台灣）政府規劃推動生物科技產業，邀請唐南珊回國。唐南珊與歐華創投董事長高育仁計畫在台灣成立南華生技公司，成立蛋白質工廠，在台灣生產 TNX-355。唐南珊向台灣政府要求2.4億元資金投入，行政院邀請中央研究院院士何大一協助評估。何大一與其他顧問認為，TNX-355 的市場規模有限，成立大型蛋白質工廠，產能將會過剩，不符合成本效益，而且無法取得藥品本身的專利，進行進一步研發，建議駁回。行政院因此否決此項投資計劃，唐南珊也無法找到其他資金來源，計畫失敗。
2006年，翁啟惠成為中研院院長，他提出構想，循台積電模式，由國家投資扶植一間指標型企業，以建立生物科技的產業鏈。此時，美國基因泰克公司，預備收購 Tanox 公司，他們認為愛滋病用藥 TNX-355 研發成本過高，決定將它出售。何大一、陳良博與羅氏藥廠全球技術營運總裁楊育民評估後，認為這是取得 TNX-355 專利授權的好機會。
2007年1月，他們計畫成立一間新公司，名為 TaiMed，希望取得美國基因泰克公司授權，在台灣研發與生產愛滋病試劑 TNX-355。國科會主委陳建仁與經建會主委何美玥，向時任行政院長蘇貞昌提出方案，希望以國家發展基金進行投資，資助其建立。蔡英文此時擔任行政院副院長，曾協調經建會與經濟部，協助宇昌生技的成立，也說服了立法院院長王金平，領銜提出《生技新藥產業發展條例》 （页面存档备份，存于），完成立法，以補足法源。
2007年3月，行政院為募集資金，向台灣創投業者召開公開說明會，引起基因泰克公司不悅，認為台灣違反協議，洩露談判進度。同時間，另一間美國公司，也希望爭取基因泰克公司的專利，開出很高價格。台懋（TaiMed Group）公司原始股東，認為授權金太高，中止談判。2007年5月21日，蔡英文卸任行政院副院長，回到民間。

### 成立初期
2007年8月，基因泰克公司與 Tanox 公司合併完成，楊育民認為這是爭取專利權談判的好機會，重新召集團隊，重開談判。因為生物科技業，投入研發成本很高，募資困難。陳良博、楊育民與中研院院長翁啟惠、李遠哲等人，邀請剛卸任行政院副院長的蔡英文擔任公司董事長，負責整合投資人及負責國際授權談判。希望以她的聲望、人脈以及國際談判能力，讓公司募款與授權談判能順利完成。蔡英文答應協助，成為宇昌生技的首任董事長，但不支薪。同年7月，與 Genentech 公司完成談判，以1億元的價格，取得獨家授權，得以在台灣研發新藥。但是原定投資者在此時收手，只有統一國際和上智創投（永豐餘集團）願意繼續投資。
2007年9月3日，蔡英文以其家族資金，成立台懋生技創投（TaiMed Inc），投入6千萬資金至宇昌生技，補足資金缺口。9月4日，宇昌生技正式成立。9月14日，與 Genentech 公司簽定獨家授權協議書。自此，宇昌得到 Genetech 授權，以研發愛滋新藥及臨床試驗為主。台懋生技創投（TaiMed Inc）是控股公司，負責尋找投資機會與資金，宇昌生技負責新藥的研發與生產。10月，宇昌生技募資不順，蔡英文家族再度投資7200萬至台懋生技創投。
2008年3月，民進黨於總統大選敗選，國民黨上台後，國家發展基金承諾投入的資金並沒有到位，原先承諾的3千萬美金，包括開發基金批准的1千2佰萬美金都未投入宇昌。其他民間資金包括統一國際等資金，也因政治壓力不敢投入。
2008年5月，蔡英文成為民進黨主席，請辭宇昌生技董事長。蔡英文家族將台懋生技創投的股權出售給主要股東尹衍樑，獲利台幣一千萬，並完全退出經營。蔡英文說服潤泰集團主席尹衍樑投資1千萬美元，使宇昌生技資本額達到3千萬美金，符合和Genentech授權協議書上的最低資本額的規定，讓公司得以繼續經營。潤泰董座尹衍樑以對生技產業不熟悉為理由，邀請路孔明投資1.18 億元，成為台懋新股東。台懋改名為「合一生技投資」公司，經營權由潤泰、台泥及中天三大股東合作，並由路孔明接任新董事長。在宇昌的3仟萬美元現金資本額中，開發基金佔8佰萬美元，合一投資佔4佰萬美元，另外尚有潤泰、永豐餘及統一企業。

### 改名中裕新藥
2009年4月28日，宇昌生技，改名中裕新藥。2010年，中裕新藥再次增資，開發基金決定再次參與投資約430萬美元，連同第一次投入的1千2百萬美金，取得公司約百分之二十的股權。同年通過美国食品药品监督管理局靜脈注射的二期臨床試驗，取得比爾與美琳達·蓋茨基金會分期補助共約新台幣一億餘元，共同發展預防愛滋病的疫苗。與美國國家衛生研究院也已簽約合作即將開始皮下注射的二期臨床。
2012年總統大選中，因宇昌案爭議，中裕新藥一度引發財務危機 。
2014年4月22日，中裕新藥宣布，愛滋病藥物 TMB-355 委託生產計劃已完成，獲美國FDA核准，將進行試產，股價回到上升。
2015年11月23日，中裕新藥以115元上櫃，股價持續上攻，2015年12月14日收259元，漲幅高達125%。

## 宇昌案爭議
於2012年中華民國總統選舉期間，因民主進步黨候選人蔡英文曾經投資過宇昌公司，擔任其董事長，此事成為政治上的爭議事件。蔡英文於擔任行政院副院長時，協助並核准宇昌生技公司（今中裕新藥）的設立，在卸任後擔任該公司董事長，以其家族資金投資宇昌生技。遭中國國民黨質疑濫用權力、圖利特定人士、貪污。包括陳良博、楊育民及何大一等生技界人士皆被牽連進此案件中。選後由特偵組簽結無不法，唯監察院仍通過糾正文追究行政責任，認定國發基金歷年所派董事及相關人員都有違失。經建會主委劉憶如公布相關公文有變造的狀況，一審被判要賠蔡英文200萬。此案對2012總統選舉造成影響，馬英九勝出，不過，國民黨操作宇昌案的手法留下後遺症，不僅讓人認為馬政府不支持生技產業，使政府誠信大打折扣，有政府投資的生技案也成票房毒藥。

## 外部連結
- 中裕新藥 （页面存档备份，存于）
- 台灣公司資料